# 편각 원리

경로 를 따라 를 적분한 결과는 의 영점(파란색)과 극점(빨간색)의 개수를 이용하여 구할 수 있다.

복소해석학에서 편각 원리(偏角原理, 영어: argument principle)는 유리형 함수의 로그 도함수의 닫힌곡선을 따른 경로 적분과 경로 내부에 포함된 영점과 극점 사이의 관계를 제시하는 정리이다.

## 정의
연결 열린집합 {\displaystyle D\subseteq \mathbb {C} } 속의 길이를 갖는 널호모토픽 단순 닫힌곡선 {\displaystyle \gamma \colon [0,1]\to D}가 주어졌고, 유리형 함수 {\displaystyle f\colon D\to {\widehat {\mathbb {C} }}}가 {\displaystyle \operatorname {im} \gamma } 위에서 영점이나 극점을 갖지 않는다고 하자. 그렇다면 편각 원리에 따르면 다음이 성립한다.
{\displaystyle {\frac {1}{2\pi i}}\int _{\gamma }{\frac {f'(z)}{f(z)}}\mathrm {d} z=\sum _{z_{0}}N(f;z_{0})}
여기서 {\displaystyle \textstyle \sum _{z_{0}}}는 {\displaystyle \operatorname {im} \gamma }의 내부에 포함된 점들에 대한 합이며, {\displaystyle N(f;z_{0})\in \mathbb {Z} }는
{\displaystyle f(z)=\Theta (z-z_{0})^{N(f;z_{0})}\qquad (z\to z_{0})}
을 만족시키는 정수이다. 즉, 만약 {\displaystyle z_{0}}이 영점이라면 영점의 차수이며, {\displaystyle z_{0}}이 극점이라면 극점의 차수의 −1배이며, 영점이나 극점이 아니라면 {\displaystyle N(f;z_{0})=0}이다. 유리형 함수의 영점 또는 극점은 고립점이므로, {\displaystyle f}는 {\displaystyle \operatorname {im} \gamma }에서 유한 개의 영점 또는 극점을 가지며, 따라서 이 합은 유한하다.

## 증명
우선, {\displaystyle f'/f}는 {\displaystyle \operatorname {im} \gamma }에서 영점이나 극점을 갖지 않으므로, {\displaystyle \gamma } 위의 경로 적분이 존재한다. 임의의 {\displaystyle \operatorname {im} \gamma } 내부의 점 {\displaystyle z_{0}}에 대하여, 다음과 같은 유리형 함수 {\displaystyle g\colon D\to {\widehat {\mathbb {C} }}}를 정의하자.
{\displaystyle g(z)={\frac {f(z)}{(z-z_{0})^{N(f;z_{0})}}}\qquad \forall z\in D}
그렇다면, {\displaystyle N(f;z_{0})}의 정의에 의하여, {\displaystyle g}는 어떤 열린 근방 {\displaystyle D\supseteq N\ni z_{0}}에서 영점이나 극점을 갖지 않는다. 따라서 {\displaystyle g'/g}는 {\displaystyle N}에서 극점을 갖지 않는다. 이제 {\displaystyle 0<r<d(z_{0},\partial N)}을 취하자. 그렇다면 코시 적분 정리에 의하여
{\displaystyle \operatorname {Res} \left({\frac {f'}{f}};z_{0}\right)={\frac {1}{2\pi i}}\int _{|z-z_{0}|=r}{\frac {f'(z)}{f(z)}}\mathrm {d} z={\frac {1}{2\pi i}}\int _{|z-z_{0}|=r}\left({\frac {N(f;z_{0})}{z-z_{0}}}+{\frac {g'(z)}{g(z)}}\right)\mathrm {d} z=N(f;z_{0})}
이며, 따라서 유수 정리에 의하여
{\displaystyle {\frac {1}{2\pi i}}\int _{\gamma }{\frac {f'(z)}{f(z)}}\mathrm {d} z=\sum _{z_{0}}\operatorname {Res} \left({\frac {f'}{f}};z_{0}\right)=\sum _{z_{0}}N(f;z_{0})}
이다.

## 일반화
연결 열린집합 {\displaystyle D\subseteq \mathbb {C} } 속의 길이를 갖는 널호모토픽 단순 닫힌곡선 {\displaystyle \gamma \colon [0,1]\to D}가 주어졌고, 유리형 함수 {\displaystyle f\colon D\to {\widehat {\mathbb {C} }}}가 {\displaystyle \operatorname {im} \gamma } 위에서 영점이나 극점을 갖지 않는다고 하자. 그렇다면, 임의의 정칙 함수 {\displaystyle g\colon D\to \mathbb {C} }에 대하여,
{\displaystyle {\frac {1}{2\pi i}}\int _{\gamma }{\frac {f'(z)}{f(z)}}g(z)\mathrm {d} z=\sum _{z_{0}}N(f;z_{0})g(z_{0})}
이다. 이 정리에서
{\displaystyle g(z)=1\qquad \forall z\in D}
를 취하면 편각 원리를 얻으며, 어떤 {\displaystyle z_{0}\in D}에 대하여
{\displaystyle f(z)=z-z_{0}\qquad \forall z\in D}
를 취하면 코시 적분 공식을 얻는다. 이 정리는 아벨-플라나 공식을 증명하는 데 쓰인다.

## 역사
프랑스의 수학자 오귀스탱 루이 코시가 증명하였다.

## 같이 보기
- 루셰 정리